# Палатин (римски брежуљак)
Палатин (лат. mons Palatinus) је један од седам брежуљака на којима је био изграђен антички Рим. 
Ту су се налазили најстарије насеље у Риму (Roma quadrata) и најстарија римска светилишта:луперкал где је по традицији вучица дојила Ромула и Рема, Ромулова кућа, светилиште богиње Палес, курија Салијаца, хрем Велике Мајке, Виктороје и Јупитера Статора. У доба републике Палатин је био отмена четврт с кућама истакнутих грађана и политичара. Релативно добро је сачувана кућа Ливије (мајке цара Тиберија), богато украшена фрескама. 
На Палатину су градили своје палате и цареви Август, Домицијан, Тиберије, Септимије Север. Међу храмовима се истицао храм Аполона Палтинског, грађен за владавине Августа, богато скулптурално украшен. Између њега и Августове палате налазиле су се грчка и латинска библиотека. 
Опљачкан од Вандала 455. Палатин је иако и даље настањен, постепено пропадао. Око 1000. године потнуно је пуст и у рушевинама. У XI−XIII веку римски Франгипани имају на Палатину свој каштел. У XVI веку кардинал Фарнесе је на Палатину уредио чувени врт. Године 1920. почињу прва археолошка ископавања.